# Cabinet Klimmt
 (février 2023).
Si vous disposez d'ouvrages ou d'articles de référence ou si vous connaissez des sites web de qualité traitant du thème abordé ici, merci de compléter l'article en donnant les références utiles à sa vérifiabilité et en les liant à la section « Notes et références ».

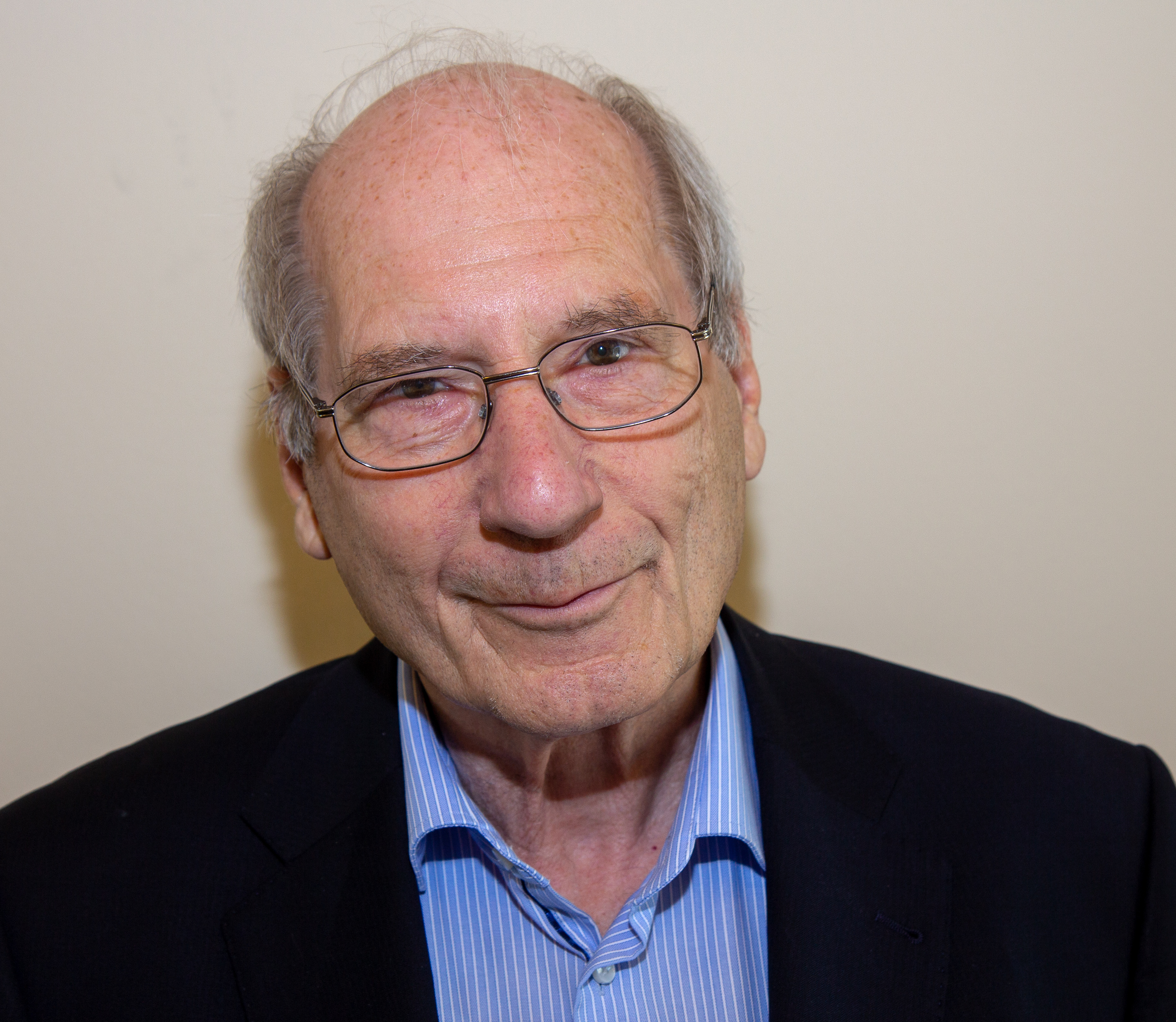
Reinhard Klimmt

Le cabinet de Reinhard Klimmt (Kabinett Klimmt) était le gouvernement du Land de Sarre du 9 novembre 1998 au 29 septembre 1999.
Il était dirigé par le social-démocrate Reinhard Klimmt et était soutenu par le seul Parti social-démocrate d'Allemagne.
Il a succédé au cabinet Lafontaine III et a été remplacé par le cabinet Müller I.

## Composition
| Poste                                                                 | Ministre | Ministre                   | Parti |
| --------------------------------------------------------------------- | -------- | -------------------------- | ----- |
| Ministre-Président                                                    |          | Reinhard Klimmt            | SPD   |
| Ministre de l'Intérieur                                               |          | Friedel Läpple             | SPD   |
| Ministre de l'Économie et des Finances                                |          | Christiane Krajewski       | SPD   |
| Ministre de la Justice                                                |          | Arno Walter                | SPD   |
| Ministre de l'Éducation, de la Culture et de la Science               |          | Henner Wittling            | SPD   |
| Ministre des Femmes, du Travail, de la Santé et des Affaires sociales |          | Barbara Wackernagel-Jacobs | SPD   |
| Ministre de l'Environnement, de l'Énergie et des Transports           |          | Heiko Maas                 | SPD   |
| Chef de la Chancellerie d'État, chargé des Affaires européennes       |          | Burghard Schneider         | SPD   |